# 642
642(육백사십이)는 641보다 크고 643보다 작은 자연수다.

## 수학
- 합성수로, 그 약수는 1, 2, 3, 6, 107, 214, 321, 642이다. 진약수의 합은 654이므로, 642는 과잉수다.
  - 제곱 인수가 없는 34번째 과잉수다. 이 성질을 지닌 앞의 수는 618, 다음 수는 654다. (OEIS의 수열 A087248)
- 81번째 쐐기수다. 앞의 쐐기수는 638, 다음 쐐기수는 645다.

## 과학·기술
- NGC 642(독일어판, 프랑스어판): 조각가자리 방향에 있는 막대나선은하.
- 642 클라라(영어판): 소행성.
- 페라리 642(영어판): 페라리의 경주용 자동차.

## 교통

### 항공
- 중화항공 642편 추락 사고 (1999년)

### 철도
- 서울 지하철 6호선 상월곡역의 역번호.

### 도로
- - 스페인 642번 국도(스페인어판)
  - 현도 제642호선

## 군사
- U-642(영어판, 독일어판): 제2차 세계 대전에 사용된 나치 독일의 군용 잠수함.

## 문화유산
- 대한민국의 보물 제642호: 고구려 평양성 석편

## 기타
- 연도: 642년, 기원전 642년